# Sankt-Olav-Kirche (Nowgorod)

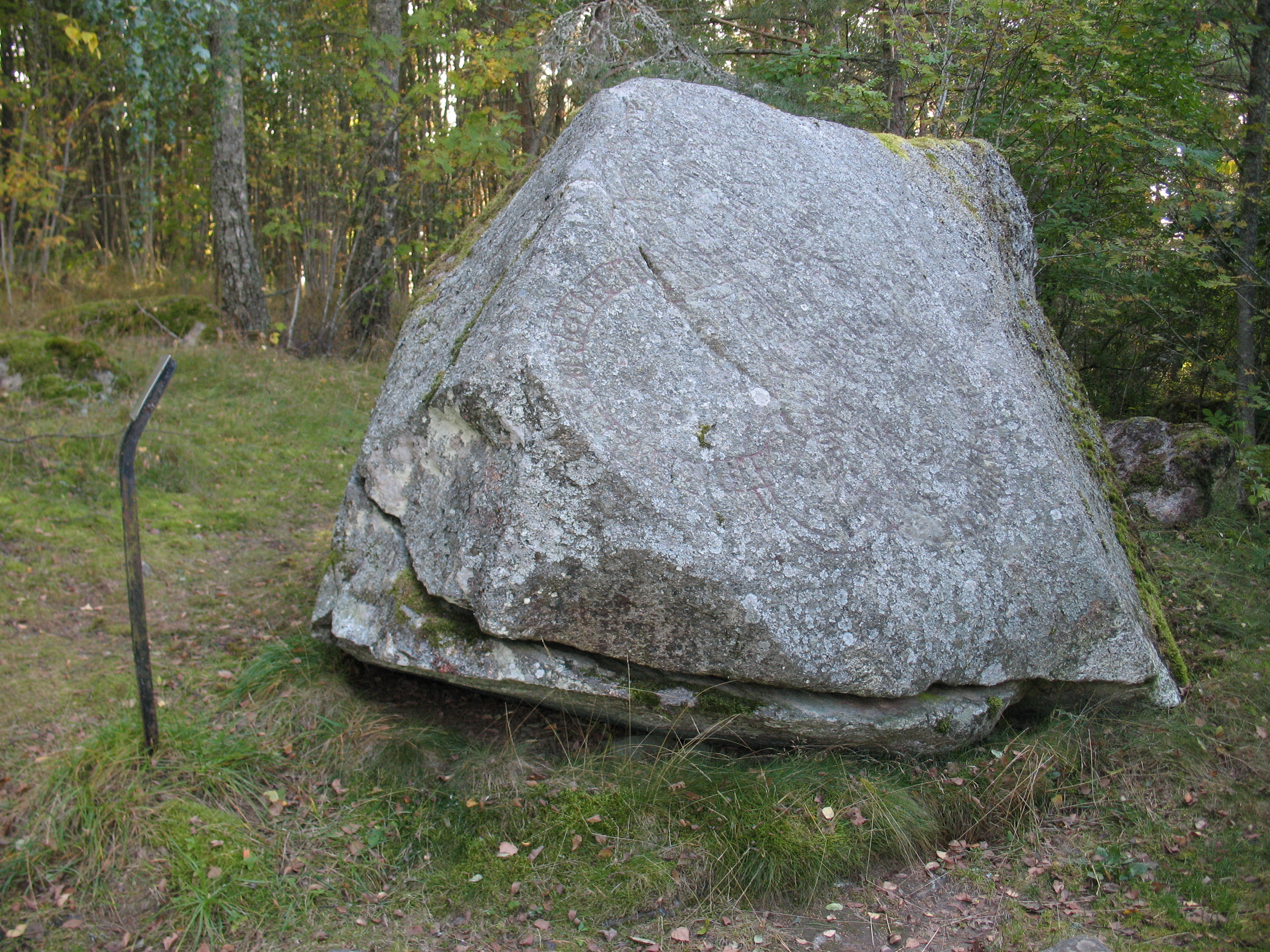
Runenblock von Sjusta mit der ersten Erwähnung der Olavkirche

Die Sankt-Olav-Kirche (lateinisch ecclesia Sancti Olavi, russisch Церковь святого Олафа)
war eine Kirche skandinavischer Kaufleute in Nowgorod vom 11. bis 14. Jahrhundert.
Sie war dem heiligen Olav von Norwegen geweiht.

## Geschichte
1027 floh König Olav II. von Norwegen nach Nowgorod zu Ingegerd von Schweden und Jaroslaw dem Weisen.
1030 kehrte er nach Norwegen zurück und wurde dort ermordet.
Bald nach seinem Tod setzte seine Heiligenverehrung ein.
In Nowgorod existierte der Gotische Hof, eine Handelsniederlassung skandinavischer Kaufleute.
Irgendwann vor ungefähr 1090 wurde dort eine Kirche aus Holz errichtet. Es ist nicht sicher, ob sie von Anfang an Olavkirche hieß.
Um 1100 wurde sie erstmals auf einem Runenstein in Sjusta in Schweden erwähnt. Er war einem Mann gewidmet, der in ihr gestorben (?) war.
Zwischen 1150 und 1175 erwähnte Erzbischof Eysteinn von Trondheim in den Acta Sancti Olavi regis et martyri einen Priester Stefan an der Sankt-Olav-Kirche in „Holmegarder“.
Er berichtete auch von einem Wunder Olavs in Nowgorod.
1230 wurde in einem Vertrag zwischen deutschen Kaufleuten und Nowgorod der „gotische Hof mit der Kirche und dem Friedhof des Heiligen Olav“ („curia gotensium cum ecclesia et cimiterium Sancti Olavi“) erwähnt.
Im 13. Jahrhundert erwähnte die Erste Nowgoroder Chronik die „warägische Kirche im Händlerviertel“ und berichtete über deren Zerstörung durch Brände 1152, 1187, 1217 und 1311.
Weitere Erwähnungen sind nicht überliefert.
2007 wurde ein Stück mit dem Abbild Olavs des Heiligen aus dem 15. Jahrhundert bei archäologischen Untersuchungen in der Nikolaikathedrale in Nowgorod gefunden.
Eine Olavkirche gab es auch in Ladoga.